# Hortîțea, Varva
Hortîțea (în ucraineană Хортиця) este un sat în comuna Kuharka din raionul Varva, regiunea Cernihiv, Ucraina.

## Demografie
Componența lingvistică a localității Hortîțea
     Ucraineană (93,62%)
     Rusă (6,38%)
Conform recensământului din 2001, majoritatea populației localității Hortîțea era vorbitoare de ucraineană (93,62%), existând în minoritate și vorbitori de rusă (6,38%).